# Otto Theodor Krohg
Otto Theodor Krohg, född den 15 mars 1811 i Molde, död den 22 oktober 1889, var en norsk präst och författare, son till Hilmar Meincke Krohg, sonson till Nicolai Frederik Krohg.
Krohg blev teologie kandidat 1835 och lärare i Tromsø 1838 samt var 1847-86 kyrkoherde i Vestnes i Romsdalen. Han skrev novellerna Presten i Loppen (1846) och Spydet Selshevner (1848) samt uppsatte och redigerade 1838-47 Tromsø tidende.
Krohg var 1852-84 medarbetare i Morgenbladet, ofta under signaturen Lille Theodor (L. T.). Hans inlägg, som följdes med intresse och ofta mötte gensagor, var burna av humor och bitande kvickhet; han var sträng rojalist, tillhörde den högkyrkliga riktningen och uppfattades som en rätlinjig och helgjuten typ för den gamla norska byråkratin.